# اتحاد الملحنين الأذربيجانيين
اتحاد الملحنين الأذربيجانيين (بالأذرية:  Azərbaycan Bəstəkarlar İttifaqı) - هو اتحاد الملحنين في أذربيجان.

## تاريخ الاتحاد
تأسس اتحاد الملحنين الأذربيجانيين في 30 يونيو، عام 1934 كقسم لاتحاد الملحنين في الاتحاد السوفياتي، بمساعدة عزير حاجبايوف.
شاركوا في المجلس التأسيسي التأسيسية 17 مؤلفًا مؤسسًا من بلدان الاتحاد السوفيتي، بما في ذلك ثلاثة ملحنين أذربيجانيين - أفراسياب بادلبيلي وزولفوقار حجيبايوف ونيازي.
الرئيسة الحالية لاتحاد الملحنين الأذربايجانيين هي الفنانة الشعبية البروفيسورة فيرانجيز عليزاده.
بنيت مبنى لأتحاد في 1912، وتم المرميم.
في وقت سابق كان المبنى قصر الثقافة لعاملين التعدين.
سابقا، كان المبنى قصر ثقافة عمال التعدين. منذ عام 1964، تستقراتحاد الملحنين الأذربيجانيين في ذلك المبنى.

## نشاته
تتعاون اتحاد الملحنين الأذربيجانيين مع اتحاد الملحنين من البلدان الأخرى.
كما تقام أيام من الموسيقى الأذربيجانية في مدن وبلدان مختلفة في الخارج بمشاركة اتحاد الملحنين الأذربيجانيين.
ينظم أمسيات إبداعية على شرف الملحنين والشخصيات الموسيقية في أذربيجان.
يعتبر أحد من المنظمين والمؤسسين لمهرجان مقام أذربيجاني منذ 2009، مهرجان الموسيقى الدولي «طريق الحرير» منذ 2010، مهرجان «عالم المقام».
التابع اتحاد الملحنين هناك قاعة الكاميرا 120 مقعدا تحت اسم عزير حاجبايوف.

## رؤساء اتحاد الملحنين الأذربيجانيين
- عزير حاجبايوف - (رئيس، 1936-1948) ملحن، فنان الشعب في الاتحاد السوفيتي، بروفيسور
- سعيد رستاموف - (رئيس، 1948-1952) ملحن، فنان الشعب في أذربيجان، بروفيسور
- قار قاراييف - (رئيس، 1982-1953) ملحن، فنان الشعب في الاتحاد السوفيتي، بروفيسور
- فكرت عميروف - (وزير، 1984-1956) ملحن، فنان الشعب في الاتحاد السوفيتي، بروفيسور
- رامز مصطفاييف - (وزير، 1973-1968) ملحن، فنان الشعب في أذربيجان، بروفيسور
- الميرا عباسوفا - (وزيرة، 1982-1953) موسيقار، تكريم العامل الفني، بروفيسورة
- راؤف حجييف - (وزير، 1985-1979) ملحن، فنان الشعب في أذربيجان، بروفيسور
- أقشين عليزاده - (رئيس، 1990-1985) ملحن، فنان الشعب في أذربيجان، بروفيسور
- جودات حجييف -(وزير، 1990-1985) ملحن، فنان الشعب في أذربيجان، بروفيسور
- توفيق غولييف- (رئيس، 1990-2000) ملحن، فنان الشعب في أذربيجان، بروفيسور
- واسيف أديقوزالوف - (وزير، 2006-1990) ملحن، فنان الشعب في أذربيجان، بروفيسور
- رامز زحرابوف - (وزير، 2012-1990) موسيقار، فنان الشعب في أذربيجان، بروفيسور
- فيرانجيز عليزاده - (رئيسة، حتى الآن -2007) ملحنة، فنان الشعب في أذربيجان، بروفيسور